# 大後頭孔
解剖学において大後頭孔（だいこうとうこう、ラテン語:Foramen magnum）とは、頭蓋骨の後頭骨 に位置する大きな開口部のこと。頭蓋骨の底部に位置しており、脊髄の延長である延髄が通っている。大孔（だいこう）とも呼ばれる。ラテン語の Foramen magnum は「大きい（magnum）」「穴（foramen）」という意味。
延髄以外では脊髄副神経、椎骨動脈、前部と後部の脊髄動脈、蓋膜及び翼状靱帯が大後頭孔を通っている。

## 解剖

### ヒト
穴の形状には個体差がある。ヒトにおいて観察される形状は、二重半円形（two-semicircular）、長円形（oval）、卵円形（egg-form）、菱形（rhomboidal）、円形（circular）の5つに分類される。このうち生起頻度が最も高い（約半数）形状は、後方部に比べて前方部が少し狭まっている二重半円形である。
穴の大きさは前後方向にやや長く、左右方向にやや狭い。大きさには個体差があるが、ヒト成人男子において観察される大きさの平均は、前後方向がおよそ35mm、左右方向がおよそ30mmである。

### 比較解剖

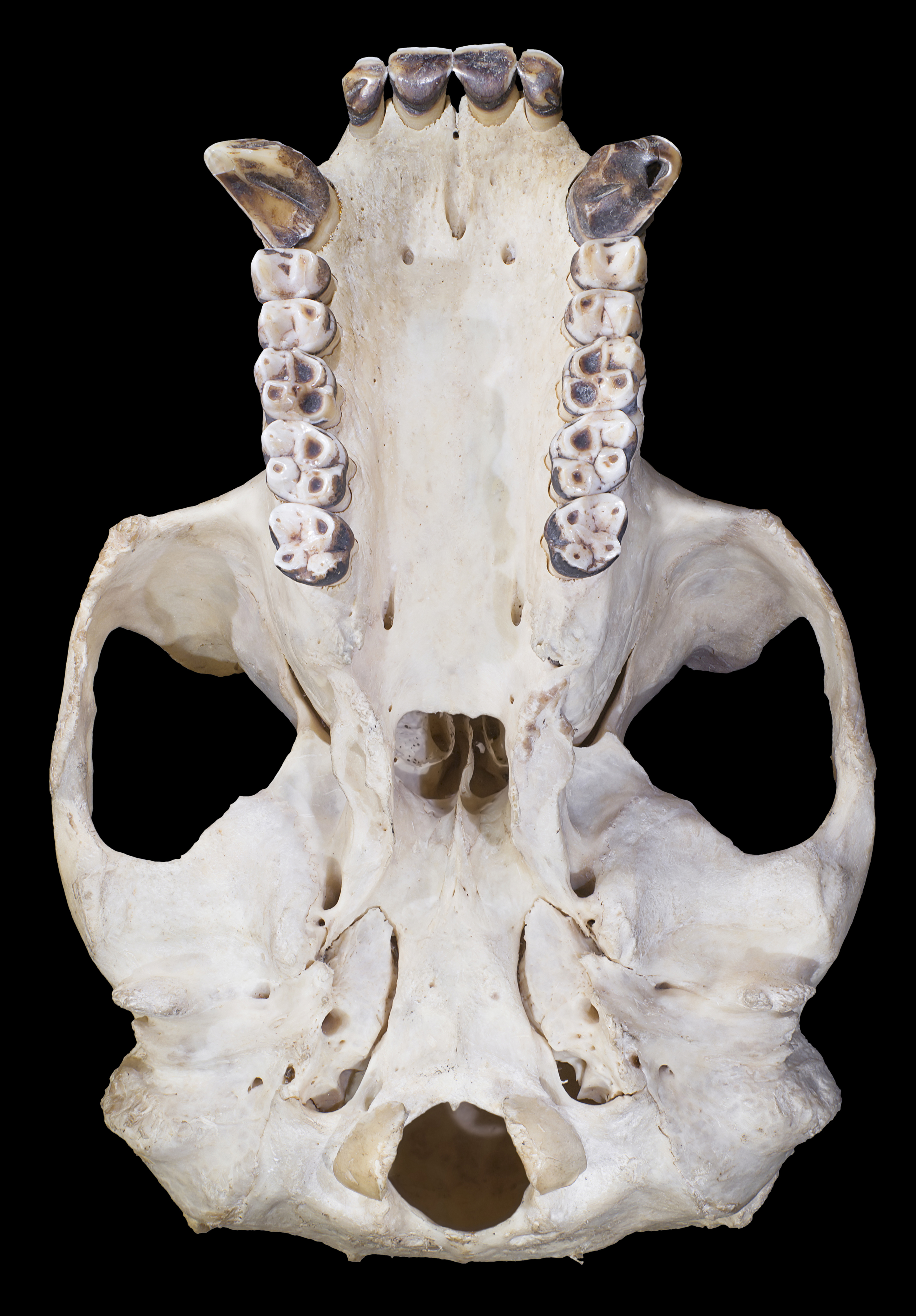
ニシゴリラの頭蓋底。大後頭孔はかなり後方に位置している。

ヒトでは大型類人猿と比較して大後頭孔がより頭の下方・頭蓋底の中央寄りに位置している。したがって、ヒトでは頭部を直立させるために後頭前頭筋を含む首の筋肉がそれほど頑丈である必要はない。初期人類の大後頭孔の位置の比較は、その種が四足歩行ではなく、いかに快適に二足歩行していたかを判断するのに大変有用である。

## 参考画像
- ヒト頭蓋骨をやや下から眺めた動画。延髄（赤）が通過している穴が大後頭孔。（Anatomography）
- ヒト大後頭孔。緑色の字の所が大後頭孔。
- ヒト後頭骨、内部表面
- ヒト後頭骨、外部表面
- ヒト頭蓋骨の底、内部表面
- ヒト頭蓋骨の底、外部表面
- ヒトの脳硬膜。中心にぽっかり開いた穴が大後頭孔。
- キイロヒヒ頭蓋骨を下から見たところ。大きい穴が大後頭孔。
- ミドリザル（英語版）頭蓋骨を下から見たところ。大きい穴が大後頭孔。
- ミナミアフリカオットセイ頭蓋骨を後ろから見たところ。大きい穴が大後頭孔。